# Auguste Wiegand
Auguste Wiegand, verheiratete Auguste Pichler (um 1830 – 30. Oktober 1870 in Frankfurt am Main) war eine Opernsängerin (Sopran).

## Leben
Über Wiegands Leben ist nicht viel bekannt. Sie war eine anerkannte Gesangskünstlerin in Frankfurt am Main, besonders als „Norma“ und „Donna Anna“ beliebt.
Verheiratet war sie ab 1846 mit Carl Pichler, ihre Kinder waren Max Pichler und Mathilde Pichler. Sowohl ihr Ehemann als auch die beiden Kinder waren Opernsänger.